# ボブ・ホーサム
- ボブ・ホーザム
- ボブ・ホウサム
- ボブ・ホウザム
- ボブ・ハウサム
- ボブ・ハウザム

ロバート・リー・ホーサム（Robert Lee Howsam, 1918年2月28日 - 2008年2月19日）は、アメリカ合衆国コロラド州デンバー出身。NFL・デンバー・ブロンコスのオーナー、MLBのセントルイス・カージナルスとシンシナティ・レッズでゼネラルマネージャー （GM）を務めた。

## 経歴
プロ野球と関わったのは1947年にマイナーリーグのアメリカン・アソシエーションに所属するAAA級デンバー・ベアーズのオーナーとなったところから。1950年代後半、アメリカンリーグ、ナショナルリーグに次ぐ大リーグ「第3のリーグ」として、ブルックリン・ドジャースの元共同オーナー兼GMであったブランチ・リッキーが「コンチネンタル・リーグ」の創設を提唱すると、ホーサムはその計画に賛同。MLB球団の本拠地にふさわしい球場にすべく、50万ドルをかけて18000人収容の本拠地ベアーズ・スタジアム（1969年よりマイル・ハイ・スタジアムと改称）を23000人収容とする拡張を行った。
しかしMLB機構は新リーグ構想を認めず、球団数を増やすことでこれに対応した。デンバーには将来の新球団設立が確約されたとはいえ、結局そのときはチーム創設はならなかった。結果としてホーサムは無駄に球場を拡張したことになり、大きな負債を抱えた。
解決策を模索したホーサムはフットボールに目をつけ、1960年のAFL（現在のNFL・AFC）設立に参加し、デンバー・ブロンコスを自らの球場に招き入れた。しかしチームの成績は芳しくなく、負債も一向に減らないので、ホーサムはAFLから撤退し、球場も地元自治体に売却した。
そしてホーサムは再び野球界に戻った。しかし、今度はオーナーではなくGMとしてセントルイス・カージナルスとシンシナティ・レッズで活躍することになる。特にレッズでの11年間（1967年 - 1977年）は、監督のスパーキー・アンダーソンと共にビッグレッドマシンと呼ばれた強力なチームを作り上げている。
一方、ホーサムが創設したブロンコスも1970年代から成績が上向いてきたため、チケット販売も増加していった。球場はどんどん拡張され、収容人数が70000人を超えるようになった。そして黄金時代は1990年代後半に訪れ、1997年から2年連続でスーパーボウル優勝を果たしている。
GM引退後の1993年にはコロラド・ロッキーズがMLBに新規参入し、故郷デンバーにMLB球団ができるという長年の夢が実現する。なお、ホーサムはロッキーズの創設についてもコロラド・ベースボール・コミッションという委員会に属して関わっていた。
2008年2月19日に死去した。